# Aguti
Aguti (Dasyprocta) su rod iz reda glodavca. Zajedno s rodom akuči čini porodicu Dasyproctidae.

## Izgled
Ima gustu, lijepu sjajnu dlaku i vitko tijelo na tankim, visokim nogama. Na prednjim nogama imaju četiri prsta, dok zadnje, značajno duže, završavaju s tri prsta koji svi završavaju papkastim kandžama.  Boja dlake je crvenkastosmeđa sa žuto smeđim šarama, na trbušnom dijelu bjelkasta ili žućkasta, duža na križima. Snažna glava je na kratkom vratu. Uši su mu male i okruglaste a oči velike. Imaju kratak, batrljasti rep, dug oko 2,5 cm, crn i gol. Brkovi su mu crni. Veliki su otprilike kao zec, odnosno dužina im je 40-60 centimetara.

## Rasprostranjenost
Žive u Južnoj Americi sjeverno od Amazone u Brazilu i području bivših triju Gvajana, istočno od Rio Negra pa preko Srednje Amerike do južnih dijelova Meksika. 

## Način života
Žive u različitim staništima, između ostalog u šumama, područjima obraslim grmljem i savanama, ali i na poljima i plantažama. Aktivni su danju, osim u gusto naseljenim područjima gdje iz skrovišta izlaze tek u sumrak. Skrovišta su im jame koje sami iskapaju, šuplja stabla ili gusta vegetacija. 
Agutiji su stanovnici tla čija je građa tijela prilagođena brzom trčanju. U slučaju opasnosti, vrlo su brzi. Utabane staze između skrovišta i hranilišta olakšavaju bijeg. Dok jedu, sjede na zadnjim nogama držeći hranu prednjim. Takav položaj im omogućuje da bez većeg gubljenja vremena mogu odmah pobjeći. 
Žive samotnjački ili u paru nastanjujući stalno određeno područje. Brane ga vrlo agresivno, bar od istospolnih pripadniga vlastite vrste. U načine komuniciranja spada kostriješenje dlake na leđima, (tako pokazuju prijetnju), kao i niz glasova koji podsjećaju na lavež pasa.

## Prehrana
Ove životinje su biljožderi i u odabiru hrane nisu specijalisti. Hrane se voćem, orasima, ličćem, stapkama pa i korjenjem. U nekim područjima prate skupine primata i hrane se voćem koje ovima pada na tlo.

## Razmnožavanje
U većini područja gdje žive, parenje nije sezonsko. Ritual parenja počinje da mužjak poškropi ženku svojim urinom, što kod nje izazove snažne kretnje koje podsjećaju na ples. Nakon što se ovaj ritual ponovi nekoliko puta, dolazi do parenja. Nakon 100 do 120 dana koti se jedno ili dvoje, rijetko i tri, mladunca. Na svijet dolaze obrasli krznom i u roku od par sati trče. Nakon 5 mjeseci, prestaju sisati, a ako je ženka ponovo skotna, odvaja se od mladunaca. Najduži poznati životni vijek agutija je gotovo 18 godina.

## Agutiji i čovjek
Ljudi često love agutije, dijelom jer upadaju i uništavaju plantaže, a dijelom i radi njihovog ukusnog mesa. Osim toga, uništavanje njihovih staništa je značajno doprinijelo činjenici, da se 6 od 11 vrsta agutija našlo na popisu ugroženih vrsta IUCNa. Indijanci su prije dolaska Europljana u svojim selidbama na karipske otoke radi opskrbe s hranom ponijeli i agutije. Danas se smatra da su na Karibima istrijebljeni.  

## Vanjske poveznice
- Foto galerija